# Tōdō Takatora
Tōdō Takatora (藤堂高虎?   16 de febrero de 1556 - 9 de noviembre de 1630) fue un daimyō japonés del período Azuchi-Momoyama hasta el periodo Edo de la historia de Japón. Takatora tuvo un origen muy humilde e inició su carrera militar como soldado ashigaru y terminó convertido en un poderoso daimyō. Durante su vida cambió siete veces de señor feudal y trabajó para diez personas distintas, aunque al final permaneció fiel a Tokugawa Ieyasu, quien sería su último maestro.

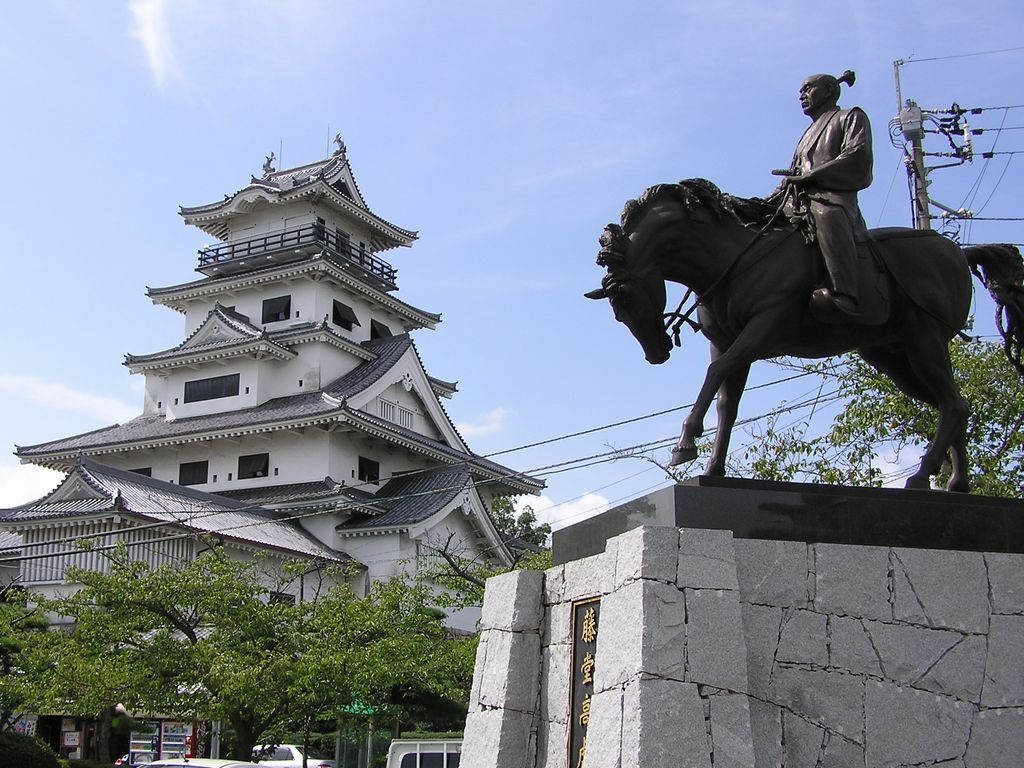
Estatua de Tōdō Takatora en el Castillo de Imabari.

Takatora fue promovido rápidamente bajo las órdenes de Hashiba Hidenaga, hermano menor de Toyotomi Hideyoshi, y participó en las invasiones japonesas a Corea donde fue el comandante de la flota de Hideyoshi. En esa época se le dio el han de Iyo-Uwajima, valuado en 70.000 koku.
Durante la Batalla de Sekigahara en 1600, peleó en el bando de Tokugawa Ieyasu, después de la cual recibió un feudo aun mayor, el de Iyo-Imabari, valuado en 200.000 koku. Más tarde se convirtió en señor de Tsu, lo que aumentó sus dominios 320.000 koku.
Takatora es famoso además por sus habilidades en la planificación de castillos.
Una de sus últimas participaciones importantes tuvo lugar durante el Asedio de Osaka.